# عقابيل
عقابيل (UK: /sɪˈkwiːlə/,US: /sɪˈkwɛlə/; تستخدم عادة في صيغة الجمع، عقابيل) هي حالة مرضية ناتجة عن مرض أو إصابة أو علاج أو صدمة أخرى. مشتقة من الكلمة اللاتينية التي تعني "التكملة"، ويتم استخدامها في المجال الطبي لتعني مضاعفات أو حالة تتبع مرضًا أو مرضًا سابقًا.
العقابيل النموذجية هي مضاعفات مزمنة لحالة حادة - وبعبارة أخرى، تأثير طويل الأمد لمرض أو إصابة مؤقتة - والتي تتبع مباشرة من الحالة. تختلف العقابيل عن التأثيرات المتأخرة، والتي يمكن أن تظهر بعد فترة طويلة - حتى بعد عدة عقود - من حل الحالة الأصلية.
بشكل عام، في الاستخدام غير الطبي، مصطلحات العقابيل والعقبول تعني العواقب والعاقبة.

## أمثلة واستخدامات
مرض الكلى المزمن، على سبيل المثال، هو في بعض الأحيان عاقبة (عقبول) لمرض السكري. الإمساك المزمن (أي عدم القدرة على إخراج البراز أو الغازات) هو عاقبة (عقبول) لانسداد معوي. وألم الرقبة هو عاقبة شائعة لإصابة الفقرات العنقية أو غيرها من الصدمات. قد يكون اضطراب ما بعد الصدمة عاقبة نفسية للاغتصاب، تشمل العواقب إصابات الدماغ المؤلمة، والصداع، والدوخة، والقلق، واللامبالاة، والاكتئاب، والعدوان، والإعاقات الإدراكية، وتغيرات الشخصية، والهوس، والذهان.
ومن المعروف أيضًا أن كوفيد-19 يسبب عقابيل ما بعد الحادة، المعروفة باسم كوفيد-19 الطويل، أو متلازمة ما بعد كوفيد-19، أو عقابيل ما بعد الحادة لكوفيد-19. يشير هذا إلى استمرار أعراض كوفيد-19 أو ظهور أعراض جديدة، بعد أربعة أسابيع أو أكثر من الإصابة الأولية؛ وقد تستمر هذه الأعراض لأسابيع وأشهر. يمكن أن تحدث متلازمة ما بعد فيروس كورونا (COVID) لدى الأفراد الذين لم تظهر عليهم أعراض فيروس كورونا (COVID)، وكذلك التي تتراوح من المرض الخفيف إلى العلاج الشديد في المستشفى. تشمل هذه العواقب الأكثر شيوعًا التعب، وضيق التنفس، وألم في الصدر، وفقدان حاسة الشم، وضباببة الوعي؛ وتتراوح الأعراض بشكل كبير، من المرض الخفيف إلى الضعف الشديد.
قد يتم تشخيص بعض الحالات بأثر رجعي من عقابيلها. مثال على ذلك هو ذات الجنب.
تشمل الأمثلة الأخرى للعقابيل تلك التي تتبع الإصابة العصبية؛ بما في ذلك فقدان القدرة على الكلام، وترنح، والشلل النصفي والرباعي، وأي عدد من التغييرات الأخرى التي قد تكون ناجمة عن الصدمة العصبية. لاحظ أن هذه الأمراض يمكن أن تكون مرتبطة بالصدمات الفيزيائية والكيميائية، حيث يمكن أن يسبب كلاهما تلفًا عصبيًا طويل الأمد.
يتم استخدام عبارة "الحالة بعد"، والمختصرة كتابيًا بـ s/p، لمناقشة العواقب مع الإشارة إلى سببها. يستخدم الأطباء عادةً هذه العبارة للإشارة إلى الحالات المؤلمة الحادة. على سبيل المثال: كان المريض يعاني من آلام في الرقبة بعد تعرضه لحادث سيارة.
الحمى الروماتيزمية هي عقابيل غير قيحية للعدوى الأولية للبكتيريا العقدية (Streptococcus) من المجموعة أ. يمكن أن يكون التهاب كبيبات الكلى أيضًا عقابيل غير قيحية للمكورات العقدية المقيحة.

## روابط خارجية
- أسباب المفصل الفكي الصدغي